# Andy Alleyne
Andrew McArthur „Andy“ Alleyne (* 19. Mai 1951 in Springtown, Barbados; † 20. Juni 2012 in Reading) war ein barbadischer Fußballspieler.

## Karriere
Alleyne wurde auf Barbados geboren, das zum damaligen Zeitpunkt noch Teil des Britischen Weltreichs war, und zog im Kindesalter ins südwestenglische Bath. Von 1967 bis 1969 spielte er im Nachwuchsbereich des FC Reading, erhielt aber anschließend keinen Profivertrag angeboten und war in der Folge für den Amateurklub Newbury Town in der Hellenic League aktiv, während er seinen Lebensunterhalt als Mitarbeiter des General Post Office verdiente. Nach der Entlassung von Readings Cheftrainer Jack Mansell im Oktober 1971 wurde er von dessen interimistischem Nachfolger Jimmy Wallbanks zurückgeholt und spielte zunächst als rechter Außenverteidiger für das Reserveteam. 
Im Oktober 1972 wurde er schließlich von Trainer Charlie Hurley für ein Viertligaspiel gegen den Tabellenführer FC Southport im heimischen Elm Park in das Aufgebot der ersten Mannschaft berufen. Mit seinem Einsatz wurde er der erste schwarze Fußballer, der für Readings Profimannschaft spielte. Sein Pflichtspieldebüt krönte er mit einem Treffer von der Mittellinie zum 1:1-Endstand, zuvor wurde auch der Führungstreffer von Southports Andy Provan aus dem Mittelkreis erzielt. Bis zum Saisonende, im November 1972 war er zum Profi aufgestiegen, blieb der 165 cm große Alleyne, dessen Spitzname bei den Fans „Pocket Rocket“ lautete, Stammspieler als rechter Außenverteidiger; nach der Verpflichtung von Stewart Henderson zur Saison 1973/74 kam er aber nur noch sporadisch zum Einsatz. Eine längere Serie von Einsätzen, dieses Mal auf der linken Außenverteidigerposition, erlebte er im März und April 1975, als er Dave Moreline ersetzte. Nachdem er letztmals im August 1975 dreimal zum Einsatz gekommen war, wurde sein Vertrag nach der Saison 1975/76, die für Reading mit dem Aufstieg in die Third Division endete, nach 53 Pflichtspieleinsätzen (2 Tore) nicht mehr verlängert.
Seine Laufbahn setzte er beim lokalen Klub Wokingham Town in der Isthmian League fort, später spielte er im lokalen Non-League football noch unter anderem für South Reading und Dee Road.
2010 wurde bei Alleyne während eines Aufenthalts auf Barbados eine Krebserkrankung diagnostiziert, der er im Juni 2012 61-jährig in einem Hospiz in Reading erlag. Er hinterließ seine Ehefrau sowie vier Kinder.